# Stage Struck (1958)
Stage Struck is een Amerikaanse dramafilm uit 1958 onder regie van Sidney Lumet. In Nederland werd de film destijds uitgebracht onder de titel Toneelkoorts.

## Verhaal
Een actrice op het platteland waagt haar kans op Broadway. Ze wordt verliefd op een succesvolle regisseur. Hij houdt haar echter op afstand. Pas als zij een ster is geworden, realiseert hij zich wat hij voor haar voelt.

## Rolverdeling
| Acteur              | Personage            |
| ------------------- | -------------------- |
| Henry Fonda         | Lewis Easton         |
| Susan Strasberg     | Eva Lovelace         |
| Joan Greenwood      | Rita Vernon          |
| Herbert Marshall    | Robert Harley Hedges |
| Christopher Plummer | Joe Sheridan         |
| Daniel Ocko         | Constantine          |
| Pat Harrington jr.  | Benny                |
| Frank Campanella    | Victor               |
| John Fiedler        | Adrian               |
| Patricia Englund    | Gwen Hall            |
| Jack Weston         | Frank                |
| Sally Gracie        | Elizabeth            |
| Nina Hansen         | Regina               |